# Rhizaria
Rhizaria – mający rangę infrakrólestwa takson głównie jednokomórkowych eukariontów z królestwa chromistów. Organizmy te żyją w akwenach i glebach na całym świecie (jako plankton, bentos lub edafon); są zazwyczaj cudzożywne, choć część z nich posiada też endosymbiotyczne glony, a niektóre wykształciły nawet chloroplasty; są również znane gatunki pasożytnicze. Zazwyczaj mają cienkie pseudopodia, mogą mieć też wić. Większość z nich jest mikroskopijnych rozmiarów, jednakże istnieją też gatunki o średnicy kilku lub nawet kilkunastu centymetrów.
Rhizaria wywodzą się od prymitywnych glonów; grupa ta ma przynajmniej 650 mln lat, chociaż może być o ponad 100 mln lat starsza; u wielu z nich występuje jakaś forma szkieletu lub skorupy dzięki czemu odnajdywane są licznie w fanerozoicznych skamieniałościach. Stworzenie dla nich wspólnego taksonu nastąpiło dopiero niedawno – wcześniej różne ich linie rozwojowe traktowane były jako pierwotniaki, glony, grzyby, a nawet zwierzęta; w innych ujęciach systematycznych tworzą one supergrupę bądź nieposiadający rangi takson supergrupy Sar (równoważnej wtedy z podkrólestwem Harosa). Znanych jest kilkanaście tysięcy żyjących gatunków Rhizaria.
Rozmnażanie następuje zazwyczaj bezpłciowo, choć zostały odnotowane przypadki rozmnażania płciowego lub sposobem (w pewnym sensie) mieszanym. Występują na całym świecie; odgrywają istotną rolę w regulowaniu globalnej liczebności bakterii, na które chętnie polują; mimo tak ważnej roli w ekosystemie nie były przez długi czas przedmiotem badań ludzi – głównie ze względu na niewielkie znaczenie gospodarcze i niewywoływanie chorób u człowieka.

## Taksonomia i ewolucja

### Historia taksonu
Niegdyś poszczególne grupy przedstawicieli Rhizaria były klasyfikowane jako protisty (głównie w obrębie typów Sarcodina i Flagellata). Nazwa Rhizaria nawiązuje do taksonu Rhizopoda – podtypu zarodziowców, do którego należało wielu przedstawicieli Cercozoa oraz otwornice.
Termin Rhizaria wprowadził dopiero brytyjski biolog Thomas Cavalier-Smith w 2002 r. w celu zdefiniowania grupy pierwotniaków charakteryzującej się korzeniastymi filo- bądź retikulopodiami; nadał jej wówczas rangę infrakrólestwa dzielącego się na cztery typy:
- Apusozoa
- Cercozoa
- Retaria
- Helioza (Centrohelida)

Definicja ta była raczej intuicyjna; głównym jej oparciem było stwierdzone rok wcześniej pokrewieństwo między przedstawicielami Foraminifera i Cercozoa – kladu nowo utworzonego na podstawie badań filogenetycznych, które dowiodły m.in. bliskiego pokrewieństwa chlorarachniofitów z Euglypha. Niedługo później, w związku z postępem badań, wykluczono z niej Apusozoa (obecnie przynależące do Obazoa) oraz Centrohelida (obecnie przynależące do Haptista) pozostawiając dwa typy:
- Cercozoa (sensu lato[f])
  - Filosa (Cercozoa sensu stricto[g])
  - Endomyxa
- Retaria
  - Foraminifera – otwornice
  - Radiozoa (Radiolaria) – promienice

W związku jednak z parafiletyzmem królestwa protistów oraz nowymi badaniami filogenetycznymi opartymi na genach aktynowych oraz SSU rDNA, Rhizaria szybko awansowały do nowo utworzonej rangi supergrupy. W wyniku wzrostu zainteresowania taksonem, w roku 2006 jego monofiletyzm nie ulegał już wątpliwościom, jednakże pokrewieństwa w jego obrębie wciąż pozostawały nierozstrzygnięte. Największe wątpliwości dotyczyły monofiletyzmu grup Endomyxa oraz Polycystinea, jak również przynależności taksonów Gromiida i Haplosporida, a także wzajemnego pokrewieństwa Radiozoa i Foraminifera (wspólnie określanych jako Retaria). Jedną z propozycji systematycznych w 2008 r. był podział na:
- Cercozoa Nikolaev i inni, 2004
  - Euglyphida Copeland, 1956
  - Cercomonadida Poche, 1913 przywrócony przez Karpov i inni, 2006
  - Heteromitida Cavalier-Smith i Chao, 1996/1997
  - Cryomonadida Kuhn i inni, 2000
  - Ebriida Hoppenrath i Leander, 2006
  - Thaumatomonadida Cavalier-Smith i Chao, 2004
  - Chlorarachnea Cavalier-Smith, 1993
  - Desmothoracida Nikolaev i inni, 2004
  - Phaeodarea Polet i inni, 2004
  - Massisteria Atkins i inni, 2000
  - Gymnophrys Nikolaev i inni, 2003 r.
  - inne
- Phytomyxea + Ascetosporea + Foraminifera + Gromiida + Corallomyxa
  - Phytomyxea Engler i Prantl, 1897
    - Plasmodiophorida Bulman i inni, 2001, 2006, 2007
    - Phagomyxida Bulman i inni, 2001

  - Ascetosporea Desportes i Ginsburger-Vogel, 1977
    - Haplosporida Flores i inni, 1996; Reece i inni, 2004
    - Paramyxida Berthe i inni, 2000

  - Foraminifera d’Orbigny, 1826
  - Gromiida Pawlowski i inni, 1994
  - Corallomyxa Tekle i inni, 2009
- Radiozoa Cavalier-Smith i inni, 1987
  - Acantharea Amaral Zettler i Caron, 2000
  - Taxopodida Nikolaev i inni, 2004
  - Spumellarida Takahashi i inni, 2004
  - Nassellarida Kunitomo i inni, 2006
  - Collodaria Polet i inni 2004, Nikolaev i inni 2004

Przełomem okazały się badania wykonane przez Burkiego i innych w roku 2010 z użyciem EST pięciu gatunków Rhizaria, w wyniku których uzyskano dwa kladogramy potwierdzające hipotezę Retaria, lecz wciąż nie rozstrzygające o monofiletyzmie Endomyxa i ich miejscu w obrębie Rhizaria:
|          | Cercozoa                                                |
|          |                                                         |
| Endomyxa | \| \| Gromiida \| \| \| \| \| \| Phytomyxea \| \| \| \| |
|          | \| \| Gromiida \| \| \| \| \| \| Phytomyxea \| \| \| \| |
|          | Gromiida                                                |
|          |                                                         |
|          | Phytomyxea                                              |
|          |                                                         |

|  | Gromiida   |
|  |            |
|  | Phytomyxea |
|  |            |

|  | Foraminifera |
|  |              |
|  | Acantharea   |
|  |              |

|          | Cercozoa                                                |
|          |                                                         |
| Endomyxa | \| \| Gromiida \| \| \| \| \| \| Phytomyxea \| \| \| \| |
|          | \| \| Gromiida \| \| \| \| \| \| Phytomyxea \| \| \| \| |
|          | Gromiida                                                |
|          |                                                         |
|          | Phytomyxea                                              |
|          |                                                         |

|  | Gromiida   |
|  |            |
|  | Phytomyxea |
|  |            |

|  | Foraminifera |
|  |              |
|  | Acantharea   |
|  |              |

| Retaria | \| \| Foraminifera \| \| \| \| \| \| Acantharea \| \| \| \| |
|         | \| \| Foraminifera \| \| \| \| \| \| Acantharea \| \| \| \| |
|         | Gromiida                                                    |
|         |                                                             |
|         | Foraminifera                                                |
|         |                                                             |
|         | Acantharea                                                  |
|         |                                                             |

|  | Foraminifera |
|  |              |
|  | Acantharea   |
|  |              |

| Retaria | \| \| Foraminifera \| \| \| \| \| \| Acantharea \| \| \| \| |
|         | \| \| Foraminifera \| \| \| \| \| \| Acantharea \| \| \| \| |
|         | Gromiida                                                    |
|         |                                                             |
|         | Foraminifera                                                |
|         |                                                             |
|         | Acantharea                                                  |
|         |                                                             |

|  | Foraminifera |
|  |              |
|  | Acantharea   |
|  |              |

| Retaria | \| \| Foraminifera \| \| \| \| \| \| Acantharea \| \| \| \| |
|         | \| \| Foraminifera \| \| \| \| \| \| Acantharea \| \| \| \| |
|         | Gromiida                                                    |
|         |                                                             |
|         | Foraminifera                                                |
|         |                                                             |
|         | Acantharea                                                  |
|         |                                                             |

|  | Foraminifera |
|  |              |
|  | Acantharea   |
|  |              |

| Retaria | \| \| Foraminifera \| \| \| \| \| \| Acantharea \| \| \| \| |
|         | \| \| Foraminifera \| \| \| \| \| \| Acantharea \| \| \| \| |
|         | Gromiida                                                    |
|         |                                                             |
|         | Foraminifera                                                |
|         |                                                             |
|         | Acantharea                                                  |
|         |                                                             |

|  | Foraminifera |
|  |              |
|  | Acantharea   |
|  |              |

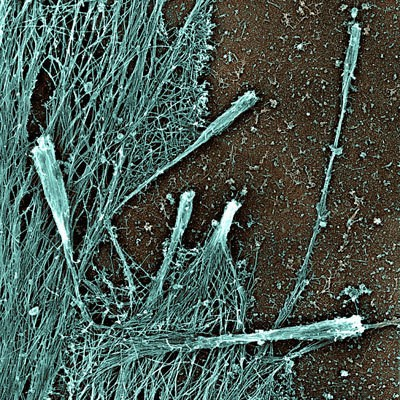
Odmienna budowa nibynóżek (na zdjęciu) jest stosowana jako argument przeciwko włączaniu Endomyxa do Cercozoa.

Z kolei w 2012 r. Sina Adl zaproponował podział następujący:
- Cercozoa Cavalier-Smith, 1998 przywrócony przez Adl i inni, 2005
  - Cercomonadidae Kent, 1880 przywrócony przez Mylnikov i Karpov, 2004
  - Pansomonadida Vickerman, 2005
  - Glissomonadida Howe i Cavalier-Smith, 2009
  - Tremula Howe i inni, 2011
  - Metromonadea Cavalier-Smith, 2007 przywrócony przez Cavalier-Smith, 2011
  - Granofilosea Cavalier-Smith i Bass, 2009
  - Thecofilosea Cavalier-Smith, 2003 przywrócony przez Cavalier-Smith, 2011
  - Imbricatea Cavalier-Smith, 2011
  - Chlorarachniophyta Hibberd i Norris 1984
  - Vampyrellida West, 1901 przywrócony przez Hess i inni, 2012
  - Phytomyxea Engler i Prantl, 1897
  - Filoreta Bass i Cavalier-Smith, 2009
  - Gromia Dujardin, 1835
  - Ascetosporea Desportes i Ginsburger-Vogel, 1977 przywrócony przez Cavalier-Smith, 2009
  - Incertae sedis
    - Psammonobiotidae Golemansky, 1974 przywrócony przez Meisterfeld, 2002
    - Volutellidae Sudzuki, 1979
- Retaria Cavalier-Smith, 2002
  - Foraminifera d’Orbigny, 1826
  - Acantharia Haeckel, 1881 przywrócony przez Mikrjukov, 2000
  - Polycystinea Ehrenberg, 1838 przywrócony przez Haeckel, 1887
- Incertae sedis
  - Gymnosphaerida Poche, 1913 przywrócony przez Mikrjukov, 2000
  - Actinolophus, Biomyxa, Cholamonas, Dictiomyxa, Helkesimastix, Katabia, Myxodictyium, Penardia, Pontomyxa, Protomyxa, Protogenes, Pseudospora, Rhizoplasma, Sainouron, Wagnerella

### Systematyka[k]
Według klasyfikacji Ruggiera i innych z 2015 roku Rhizaria jest infrakrólestwem w ramach podkrólestwa Harosa, należącego do królestwa Chromistów w nadkrólestwie Eukariontów; dzieli się na 2 typy, 5 podtypów, 17 gromad i 62 rzędy, przy czym występują też nadgromady i podgromady. Poniższa tabela uwzględnia większość poprawek autorstwa Cavalier-Smitha z 2018 roku (m.in. zwiększenie liczby gromad do 18, rzędów – do 65) z wyjątkiem przeniesienia Endomyxa do Retaria, gdyż późniejsze badania raczej wykluczają tę opcję (Irwin i inni 2019):
| Infrakrólestwo | Typ      | Podtyp         | Gromada                 | Gromada       | Rzędy | Rzędy |
| -------------- | -------- | -------------- | ----------------------- | ------------- | --- | --- |
| Rhizaria       | Cercozoa | Endomyxa       | Nadgromada Marimyxia    | Ascetosporea  | Claustrosporida, Haplosporida, Mikrocytida, Paradinida i Paramyxida                                              | Claustrosporida, Haplosporida, Mikrocytida, Paradinida i Paramyxida                                                                            |
| Rhizaria       | Cercozoa | Endomyxa       | Nadgromada Marimyxia    | Gromiidea     | Gromiida i Reticulosida                                                                                          | Gromiida i Reticulosida |
| Rhizaria       | Cercozoa | Endomyxa       | Nadgromada Proteomyxia  | Phytomyxea    | Phagomyxida i Plasmodiophorida                                                                                   | Phagomyxida i Plasmodiophorida |
| Rhizaria       | Cercozoa | Endomyxa       | Nadgromada Proteomyxia  | Vampyrellidea | Vampyrellida | Vampyrellida |
| Rhizaria       | Cercozoa | Monadofilosa   | Nadgromada Eoglissa     | Helkesea      | Helkesida | Helkesida |
| Rhizaria       | Cercozoa | Monadofilosa   | Nadgromada Eoglissa     | Metromonadea  | Metopiida i Metromonadida                                                                                        | Metopiida i Metromonadida |
| Rhizaria       | Cercozoa | Monadofilosa   | Nadgromada Ventrifilosa | Imbricatea    | Podgromada Placonuda                                                                                             | Nadrząd Discomonada: rząd Discomonadida Nadrząd Euglyphia: rzędy Euglyphida i Zoelucasida Nadrząd Nudisarca: rzędy Marimonadida i Variglissida |
| Rhizaria       | Cercozoa | Monadofilosa   | Nadgromada Ventrifilosa | Imbricatea    | Podgromada Placoperla                                                                                            | Nadrząd Placofila: rzędy Discocelida i Thaumatomonadida Nadrząd Perlatia: rzędy Perlofilida i Spongomonadida                                   |
| Rhizaria       | Cercozoa | Monadofilosa   | Nadgromada Ventrifilosa | Imbricatea    | Podgromada Krakenia                                                                                              | Krakenida |
| Rhizaria       | Cercozoa | Monadofilosa   | Nadgromada Ventrifilosa | Sarcomonadea  | Podgromada Paracercomonada                                                                                       | Paracercomonadida |
| Rhizaria       | Cercozoa | Monadofilosa   | Nadgromada Ventrifilosa | Sarcomonadea  | Podgromada Pediglissa                                                                                            | Cercomonadida i Glissomonadida, |
| Rhizaria       | Cercozoa | Monadofilosa   | Nadgromada Ventrifilosa | Thecofilosea  | Podgromada Eothecia                                                                                              | Cryomonadida, Ebriida i Matazida |
| Rhizaria       | Cercozoa | Monadofilosa   | Nadgromada Ventrifilosa | Thecofilosea  | Podgromada Phaeodaria                                                                                            | Eodarida i Opaloconchida |
| Rhizaria       | Cercozoa | Monadofilosa   | Nadgromada Ventrifilosa | Thecofilosea  | Podgromada Ventricleftia                                                                                         | Ventricleftida |
| Rhizaria       | Cercozoa | Monadofilosa   | Nadgromada Ventrifilosa | Thecofilosea  | Podgromada Tectosia                                                                                              | Tectofilosida |
| Rhizaria       | Cercozoa | Reticulofilosa | Chlorarachnea           | Chlorarachnea | Chlorarachnida i Minorisida                                                                                      | Chlorarachnida i Minorisida |
| Rhizaria       | Cercozoa | Reticulofilosa | Granofilosea            | Granofilosea  | Cryptofilida, Desmothoracida, Leucodictyida, Limnofilida i Axomonadida                                           | Cryptofilida, Desmothoracida, Leucodictyida, Limnofilida i Axomonadida                                                                         |
| Rhizaria       | Cercozoa | Reticulofilosa | Skiomonadea             | Skiomonadea   | Aquavolonida i Tremulida                                                                                         | Aquavolonida i Tremulida |
| Rhizaria       | Retaria  | Foraminifera   | Monothalamea            | Monothalamea  | Allogromiida, Astrorhizida, Psamminida i Stannomida                                                              | Allogromiida, Astrorhizida, Psamminida i Stannomida                                                                                            |
| Rhizaria       | Retaria  | Foraminifera   | Globothalamea           | Globothalamea | Carterinida, Globeriginida, Lagenida, Lituolida, Lofusiida, Robertinida, Rotaliida, Testulariida i Trochamminida | Carterinida, Globeriginida, Lagenida, Lituolida, Lofusiida, Robertinida, Rotaliida, Testulariida i Trochamminida                               |
| Rhizaria       | Retaria  | Foraminifera   | Tubothalamea            | Tubothalamea  | Miliolida i Spirillinida                                                                                         | Miliolida i Spirillinida |
| Rhizaria       | Retaria  | Radiozoa       | Acantharea              | Acantharea    | Acanthoplegmida, Arthracanthida, Chaunacanthida i Holacanthida                                                   | Acanthoplegmida, Arthracanthida, Chaunacanthida i Holacanthida                                                                                 |
| Rhizaria       | Retaria  | Radiozoa       | Polycystinea            | Polycystinea  | Collodarida, Nassellaria i Spumellaria                                                                           | Collodarida, Nassellaria i Spumellaria |
| Rhizaria       | Retaria  | Sticholonchia  | Sticholonchea           | Sticholonchea | Taxopodia | Taxopodia |

Wyróżnia się ok. 350 rodzin w obrębie Rhizaria; Sina Adl oszacował liczbę żyjących gatunków na 18–28 tysięcy.

### Filogeneza

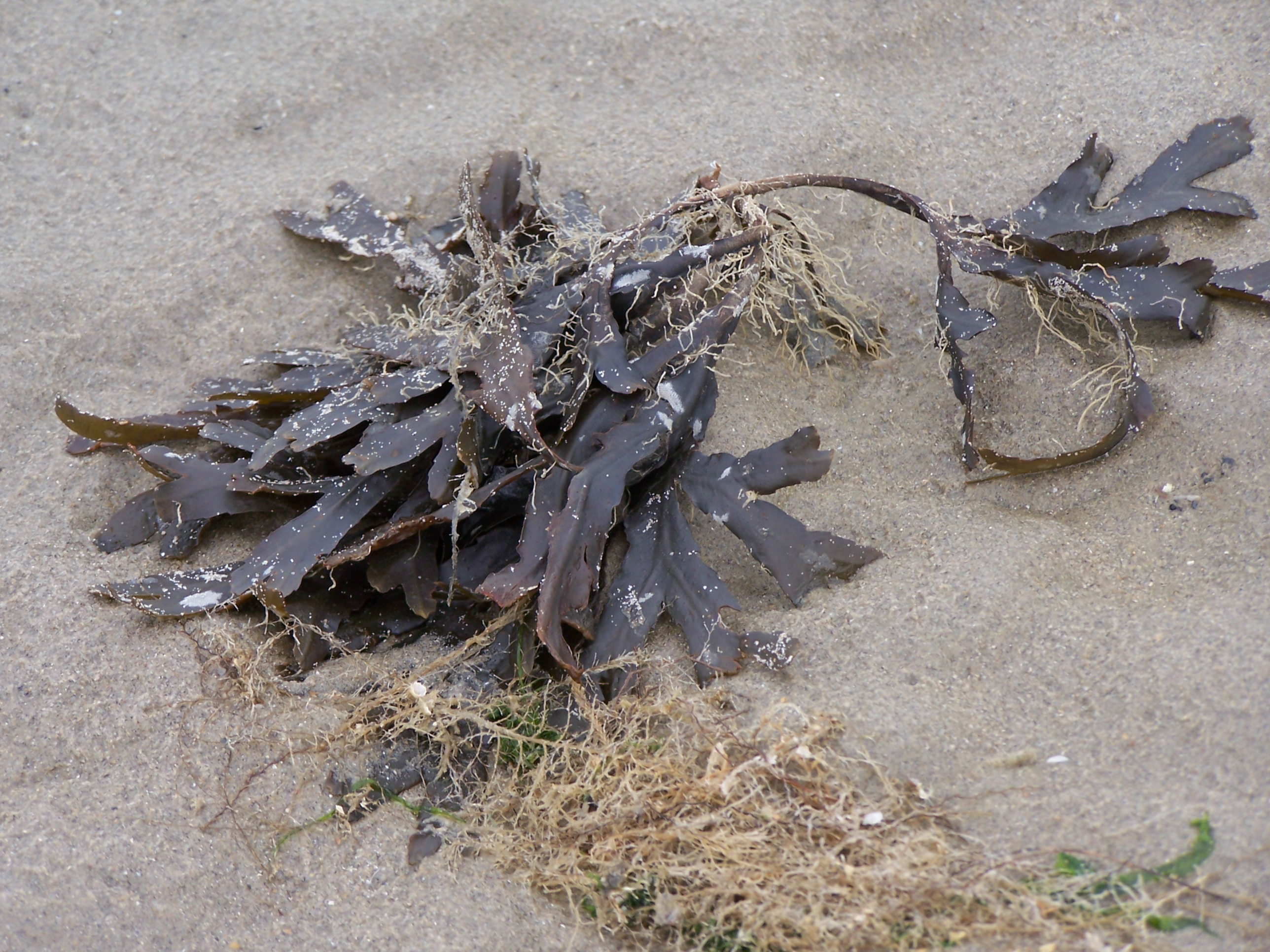
Rhizaria są blisko spokrewnione z niektórymi grupami glonów.

Przeprowadzone w 2018 r. (opublikowane w 2019 r.) przez Irwina i innych badania dostarczyły silnych dowodów na monofiletyzm Cercozoa, a kladogram Rhizaria prezentuje się obecnie w sposób następujący (położenie Sticholonche, jedynego rodzaju w obrębie Sticholonchia, jest oparte na pracy Krabberøda i innych z 2017 r.; gałąź grupy siostrzanej dla Filosa oparta jest na pracy Bassa i innych z 2018 r., choć nie zostały uwzględnione domniemane na podstawie badań środowiskowego DNA grupy zewnętrzne dla Skiomonadea a bliższe im niż jest NC12):
|  | Monadofilosa   |
|  |                |
|  | Reticulofilosa |
|  |                |

|  | \| \| Skiomonadea \| \| \| \| \| \| NC12[t] \| \| \| \| |
|  |                                                         |
|  | Endomyxa                                                |
|  |                                                         |
|  | Skiomonadea                                             |
|  |                                                         |
|  | NC12                                                    |
|  |                                                         |

|  | Skiomonadea |
|  |             |
|  | NC12        |
|  |             |

|  | Monadofilosa   |
|  |                |
|  | Reticulofilosa |
|  |                |

|  | \| \| Skiomonadea \| \| \| \| \| \| NC12[t] \| \| \| \| |
|  |                                                         |
|  | Endomyxa                                                |
|  |                                                         |
|  | Skiomonadea                                             |
|  |                                                         |
|  | NC12                                                    |
|  |                                                         |

|  | Skiomonadea |
|  |             |
|  | NC12        |
|  |             |

|  | \| \| Foraminifera \| \| \| \| \| \| Polycystinea \| \| \| \| |
|  |                                                               |
|  | Acantharea                                                    |
|  |                                                               |
|  | Foraminifera                                                  |
|  |                                                               |
|  | Polycystinea                                                  |
|  |                                                               |

|  | Foraminifera |
|  |              |
|  | Polycystinea |
|  |              |

|  | \| \| Foraminifera \| \| \| \| \| \| Polycystinea \| \| \| \| |
|  |                                                               |
|  | Acantharea                                                    |
|  |                                                               |
|  | Foraminifera                                                  |
|  |                                                               |
|  | Polycystinea                                                  |
|  |                                                               |

|  | Foraminifera |
|  |              |
|  | Polycystinea |
|  |              |

|  | Monadofilosa   |
|  |                |
|  | Reticulofilosa |
|  |                |

|  | \| \| Skiomonadea \| \| \| \| \| \| NC12[t] \| \| \| \| |
|  |                                                         |
|  | Endomyxa                                                |
|  |                                                         |
|  | Skiomonadea                                             |
|  |                                                         |
|  | NC12                                                    |
|  |                                                         |

|  | Skiomonadea |
|  |             |
|  | NC12        |
|  |             |

|  | Monadofilosa   |
|  |                |
|  | Reticulofilosa |
|  |                |

|  | \| \| Skiomonadea \| \| \| \| \| \| NC12[t] \| \| \| \| |
|  |                                                         |
|  | Endomyxa                                                |
|  |                                                         |
|  | Skiomonadea                                             |
|  |                                                         |
|  | NC12                                                    |
|  |                                                         |

|  | Skiomonadea |
|  |             |
|  | NC12        |
|  |             |

|  | \| \| Foraminifera \| \| \| \| \| \| Polycystinea \| \| \| \| |
|  |                                                               |
|  | Acantharea                                                    |
|  |                                                               |
|  | Foraminifera                                                  |
|  |                                                               |
|  | Polycystinea                                                  |
|  |                                                               |

|  | Foraminifera |
|  |              |
|  | Polycystinea |
|  |              |

|  | \| \| Foraminifera \| \| \| \| \| \| Polycystinea \| \| \| \| |
|  |                                                               |
|  | Acantharea                                                    |
|  |                                                               |
|  | Foraminifera                                                  |
|  |                                                               |
|  | Polycystinea                                                  |
|  |                                                               |

|  | Foraminifera |
|  |              |
|  | Polycystinea |
|  |              |

Według innych badań (m.in. He i inni 2016, Krabberød i inni 2017 oraz Cavalier-Smith i inni 2018) Radiozoa (Acantharea + Polycystinea) jest kladem, a Endomyxa nie należą do Cercozoa, lecz stanowią grupę najbardziej zewnętrzną (lub kilka takich grup – jest to wtedy takson parafiletyczny) w obrębie Retaria.
Od 2007 roku Rhizaria zaliczane są do grupy Sar (od 2009 roku części chromistów):
|        | Hacrobia                                              |
|        |                                                       |
| Harosa | \| \| Halvaria \| \| \| \| \| \| Rhizaria \| \| \| \| |
|        | \| \| Halvaria \| \| \| \| \| \| Rhizaria \| \| \| \| |
|        | Halvaria                                              |
|        |                                                       |
|        | Rhizaria                                              |
|        |                                                       |

|  | Halvaria |
|  |          |
|  | Rhizaria |
|  |          |

|        | Hacrobia                                              |
|        |                                                       |
| Harosa | \| \| Halvaria \| \| \| \| \| \| Rhizaria \| \| \| \| |
|        | \| \| Halvaria \| \| \| \| \| \| Rhizaria \| \| \| \| |
|        | Halvaria                                              |
|        |                                                       |
|        | Rhizaria                                              |
|        |                                                       |

|  | Halvaria |
|  |          |
|  | Rhizaria |
|  |          |

|        | Hacrobia                                              |
|        |                                                       |
| Harosa | \| \| Halvaria \| \| \| \| \| \| Rhizaria \| \| \| \| |
|        | \| \| Halvaria \| \| \| \| \| \| Rhizaria \| \| \| \| |
|        | Halvaria                                              |
|        |                                                       |
|        | Rhizaria                                              |
|        |                                                       |

|  | Halvaria |
|  |          |
|  | Rhizaria |
|  |          |

|        | Hacrobia                                              |
|        |                                                       |
| Harosa | \| \| Halvaria \| \| \| \| \| \| Rhizaria \| \| \| \| |
|        | \| \| Halvaria \| \| \| \| \| \| Rhizaria \| \| \| \| |
|        | Halvaria                                              |
|        |                                                       |
|        | Rhizaria                                              |
|        |                                                       |

|  | Halvaria |
|  |          |
|  | Rhizaria |
|  |          |

Powyższy kladogram został przedstawiony przez Cavalier-Smitha i innych w roku 2015, podobne wyniki (z różnicami w terminologii) otrzymali He i inni w 2014 roku; w niektórych alternatywnych kladogramach, które przedstawili m.in. Derelle i inni (2015), Ren i inni (2016), He i inni (2016) oraz Krabberød i inni (2017), Hacrobia mogą być całkowicie lub częściowo grupowane z Plantae, a nieprzedstawione tutaj grupy zewnętrzne dla Neokaryota mogą być łączone w Discoba/Excavata jako grupa siostrzana dla Corticata, co czyni Scotokaryota kladem bazalnym jądrowców, gdyż Neokaryota połączone z Discoba/Excavata jest równoważne z Eukaryota; badania, które przedstawili He i inni w 2016 r. podważają monofiletyzm Halvaria, grupując Alveolata z Rhizaria (zamiast Heterokonta); w różnych pracach Neokaryota, Scotokaryota, Corticata, Plantae i Harosa mogą pojawiać się pod synonimicznymi nazwami.

### Metody badawcze i trudności; genetyka
W celu przeprowadzenia badań nad Rhizaria próbki pobiera się z gleby (gatunki edafoniczne), osadu (gatunki bentoniczne) lub na głębokości do kilkuset metrów zazwyczaj przy pomocy siatki planktonowej (gatunki planktoniczne). Następnie próbki przeniesione zostają do laboratorium i spreparowane – organizmy zostają oddzielone za pomocą igiełek lub szklanych mikropipet, umyte i zamrożone po uprzednim odfiltrowaniu wody morskiej, mogą też zostać wcześniej inkubowane w wodzie o odpowiedniej dla nich temperaturze. Przy pasożytach z gromady Phytomyxea stosowana jest hodowla kalusu in vitro, a następnie jego sterylizacja.
Kolejnym krokiem jest przygotowanie cDNA potrzebnego do badań na przykład poprzez jego syntezę z użyciem RNA, amplifikację, fragmentację przy pomocy fal dźwiękowych, ligację i ponowną amplifikację gotowej próbki. W przypadku pasożytów roślin eliminuje się kontigi przypominające cDNA żywiciela. Bada się też rDNA.
Obiektem zainteresowania naukowców są również białka i geny odpowiadające za ich syntezę; są to m.in. aktyna (białko występujące u wszystkich Rhizaria, pozwalające na ustalenie pokrewieństw w obrębie całej grupy, odgrywające istotną rolę w określeniu miejsca Endomyxa w drzewie filogenetycznym zależnie od tego, czy nastąpiła u nich – jak u Retaria – jej duplikacja, czy też nie), tubulina (istotna szczególnie przy określaniu pokrewieństw w obrębie Retaria), kompleks Arp2/3 (w ramach którego część genów uległa duplikacji u chlorarachniofitów), miozyny (z których miozyna XXXVII jest synapomorfią Rhizaria), białko rybosomalne L10a (które u wielu Rhizaria posiada specyficzną insercję niegdyś uważaną za potencjalną synapomorfię), poliubikwityna (posiadająca u wszystkich Rhizaria z wyjątkiem niektórych Radiozoa charakterystyczną insercję) oraz polimeraza RNA II.
Analizę filogenomiczną przeprowadza się przy pomocy programów takich jak RAxML, PhyML, PhyloBayes, MrBayes czy Treefinder.
Głównymi powodami słabego poznania tej grupy są:
- Brak znanych pasożytów ludzkich oraz niewielkie znaczenie gospodarcze[6];
- Ogromne zróżnicowanie, (praktycznie) brak synapomorfii, fałszywe podobieństwa w obrębie grupy[9][22][23];
- Wykształcenie się cech analogicznych wobec innych grup na skutek konwergencji np. chloroplastów u Chlorarachnea, które prowadziły do błędnego skojarzenia Rhizaria z obecnie wątpliwym kladem Excavata, z którym łączone bywały w grupę Cabozoa[38].
- Mikroskopijność i brak zapisu kopalnego wielu grup;
- Trudności w hodowli[6];
- Szybkie tempo ewolucji organizmów z grupy Retaria[22];
- Duże zróżnicowane genetycznie[27].

Skutkiem takiej specyfiki obecnie dostępne są tylko dwa genomy (należące do Bigelowiella natans i Reticulomyxa filosa) z grupy Rhizaria – najmniej wśród wszystkich głównych linii rozwojowych jądrowców.

### Ewolucja

#### Zapis kopalny

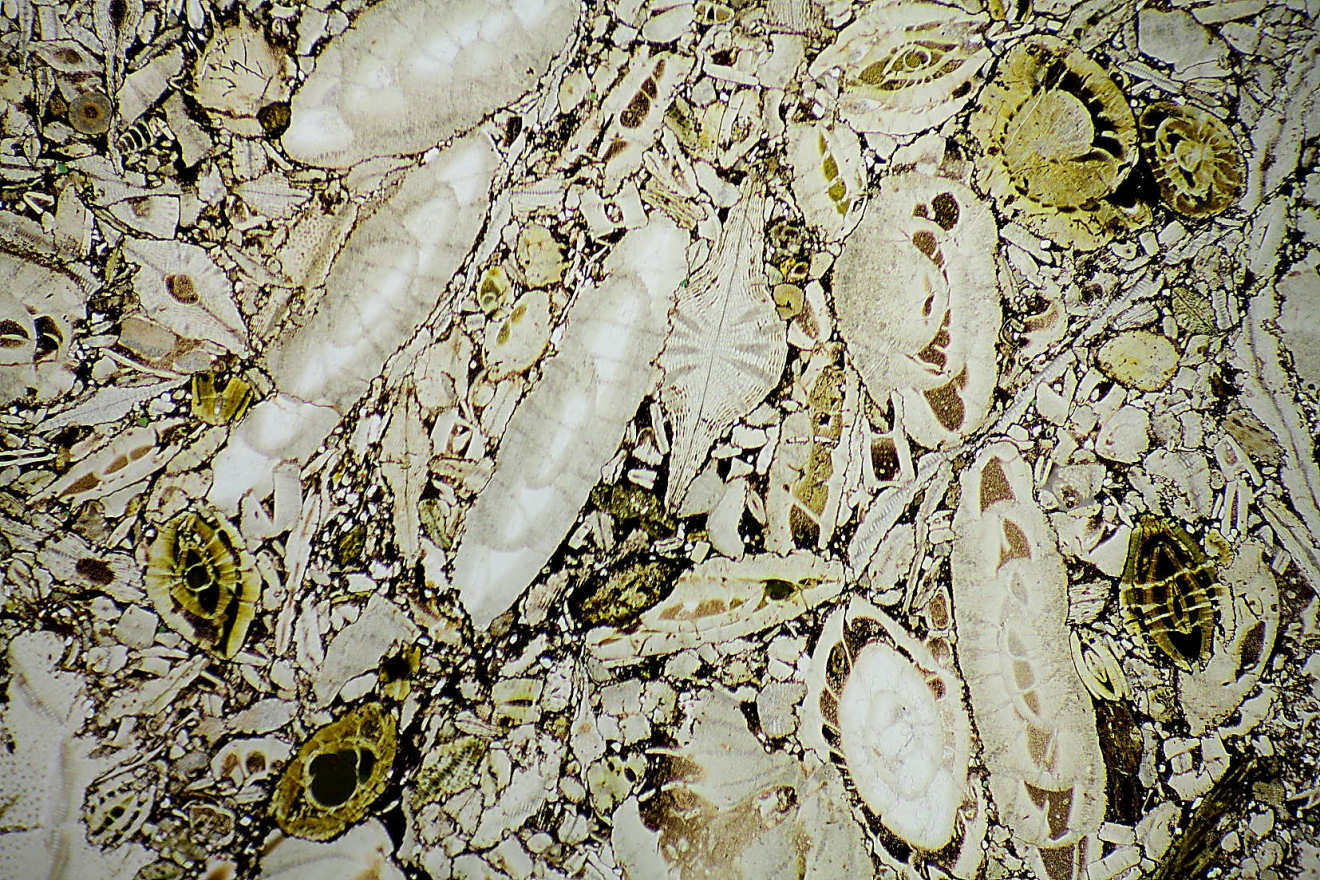
Formacja skalna złożona z otwornic (Alpy Bawarskie, Niemcy)

Przedstawiciele niektórych grup Rhizaria, w przeciwieństwie do większości protistów, posiadają twarde skorupki, szkielety i tym podobne, dzięki czemu pozostały po nich skamieniałości. Jedne z najstarszych takich szczątków zostały odnalezione w prekambryjskich skałach na Alasce należących do tzw. grupy Tindir; datuje się je na późny ton – przed około 740 mln laty, co koresponduje z przypuszczeniem, że Rhizaria odgrywały ważną rolę już w Ediakarze – zgodnie z tą hipotezą miałyby one być odpowiedzialne za obecność 24-izopropylocholestanu i 26-metylostygmastanu, uważanych do niedawna za niekwestionowany znak obecności zwierząt na początku tego okresu – oraz z badaniami przeprowadzonymi przez Lentona i innych, które określają wiek Rhizaria na 760 mln lat. Pierwsze pewne znalezisko datowane jest dopiero na wczesny kambr, około 535 mln lat temu; jest to przedstawiciel otwornic. Prócz tego w skamieniałościach zachowały się inne posiadające twarde części ciała organizmy: fanerozoiczne Retaria (m.in. promienice), postpaleozoiczne Phaeodaria oraz niektóre kenozoiczne gatunki Ebriida.

#### Pochodzenie i wczesna ewolucja
Ostatni wspólny przodek Rhizaria i siostrzanego kladu Halvaria (lub samych Alveolata przy założeniu parafiletyzmu Halvaria) był drobnym, nieopancerzonym, jednokomórkowym eukariontem, elementem planktonu; prawdopodobnie posiadał wić, rzęski, pęcherzyki, włoski oraz chloroplasty pochodzące od endosymbiotycznych krasnorostów. Wczesne Rhizaria stały się bentonicznymi fagotrofami (heterotrofami pozyskującymi składniki odżwcze na drodze fagocytozy); taka zmiana środowiskowa doprowadziła do wykształcenia się u nich filopodiów oraz całkowitej utraty chloroplastów; ich cytoszkielet również uległ znacznym zmianom; utraciły też włoski.

#### Dalsze podziały
Około 650–620 mln lat temu nastąpił rozdział na dwie odrębne grupy – drobnych wiciowców szybujących między ziarnami piasku i pozyskujących swoje bakteryjne pożywienie przy pomocy filopodiów, które dały początek Cercozoa, oraz większych, posiadających retikulopodia bezwiciowych form – wczesnych Retaria.
Z czasem u Cercozoa plezjomorficzne pęcherzyki zanikły całkowicie, zwiększając powierzchnię, na której mogłyby wyrastać nibynóżki, tymczasem w kontekście Retaria spekuluje się, że występująca u wielu promienic membranowa otoczka oddzielająca wewnętrzną, zawierającą najważniejsze organella część cytoplazmy od zewnętrznej – dziś spełniająca głównie funkcje ochronną i rusztowaniową – może być ich formą szczątkową powstałą poprzez utwardzenie ich powierzchni. Większość Cercozoa nie pozostawia po sobie skamieniałości; wiadomo jednak, że ich ewolucja przebiegała w kierunku zmniejszania się rozmiarów i adaptacji do polowania na bakterie, choć, co ciekawe, część z nich – Chlorarachnea – wykształciło chloroplasty z endosymbiotycznych zielenic, podczas gdy te z rodzaju Paulinella zrobiły to poprzez uwięzienie cyjanobakterii. Ewolucja Retaria przebiegała szybciej i w kierunku wprost przeciwnym – stawały się coraz większe, a glony były dla nich pożywieniem bądź endosymbiontami; w stosunkowo krótkim czasie wiele z nich wykształciło jakąś formę szkieletu. Niektóre Cercozoa – Endomyxa – na skutek konwergencji upodobniły się w dużej mierze do Retaria (niektóre badania wskazują na to, że mogą one nawet do tej grupy przynależeć); podobnie inna grupa – Phaeodaria – znacznie upodobniła się w budowie do promienic (uważano dawniej, że do nich przynależy).

## Występowanie

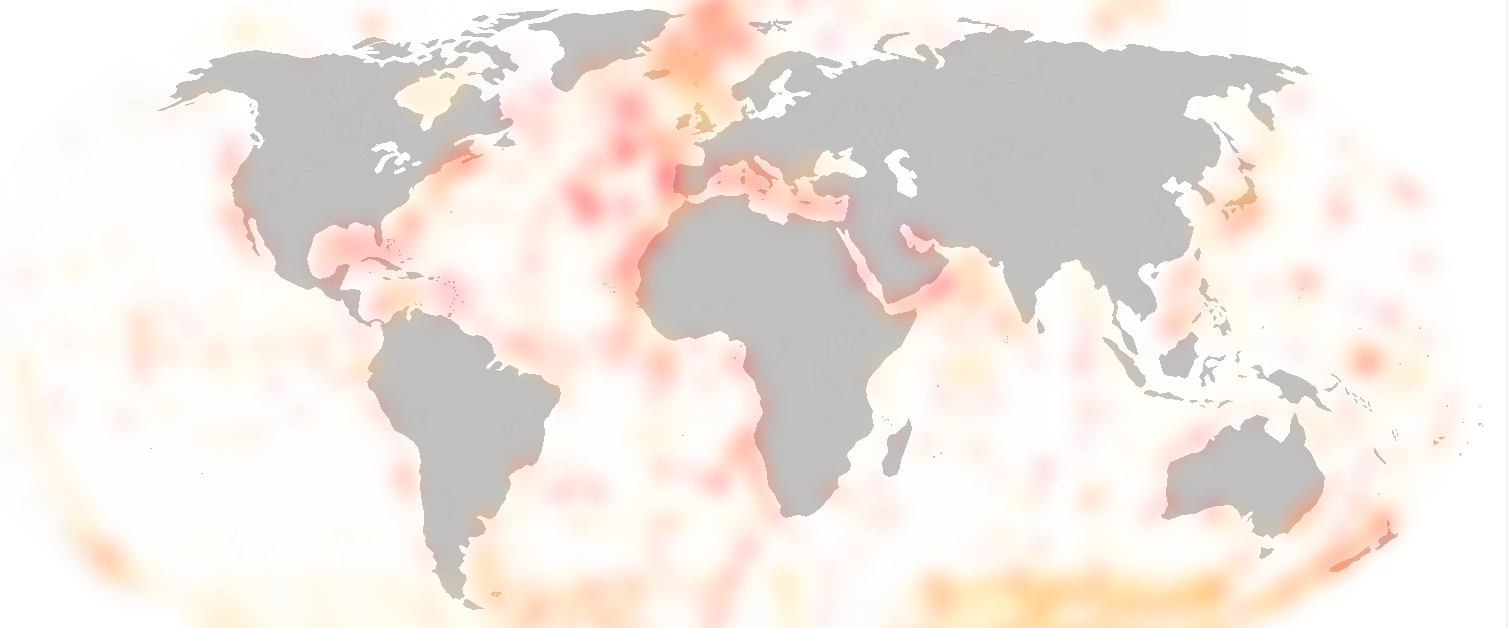
Rozpowszechnienie wodnych gatunków Rhizaria na kuli ziemskiej (rejony podbiegunowe nieuwzlędnione)

Żyją w różnorakich zbiornikach wodnych – głównie morzach i oceanach jako element planktonu (głównie Cercozoa i Radiozoa) oraz bentosu (m.in. Foraminifera), ale też w wodach słodkich – i na ich wybrzeżach na całym świecie – nawet w rejonach podbiegunowych, co jest zgodne z przypuszczeniem, że przetrwały one dwa wielkie zlodowacenia kriogeńskie; występują licznie również w glebach jako element edafonu (także gatunki pasożytnicze); innymi słowy: żyją wszędzie i w każdym środowisku. Generalnie w niższych szerokościach geograficznych dominują gatunki miksotroficzne, zaś im bliżej biegunów, tym więcej gatunków stricte heterotroficznych; rozmieszczenie ulega zmianom w zależności od pory roku, zwłaszcza w rejonach podbiegunowych. Nie ma ścisłych reguł dotyczących głębokości występowania – wiele planktonicznych gatunków ma szeroki ich zakres; u niektórych grup stwierdzono tendencję osobników młodocianych do trzymania się bliżej powierzchni. Mimo tej różnorodności, statystycznie większość z nich preferuje ciepłe wody morskie i oceaniczne oraz głębokości do 100m.

## Morfologia
Rhizaria jest jedną z najbardziej zróżnicowanych grup eukariontów; z tego powodu została zdefiniowana tylko na podstawie badań filogenetycznych. Ich jedyną znaną synapomorfią morfologiczną jest specyficzny wygląd strefy przejściowej rzęsek, której przekrój poprzeczny daje się opisać jako zawierający w sobie środkową plamkę na tle bądź kratkowanej struktury (przy ciałku podstawowym), bądź szprychowatych elementów promieniście z niej wyrastających (przy rzęsce); jednakże, w znakomitej większości przypadków, ich cechami wspólnymi (acz nie charakterystycznymi) są: jednokomórkowość, rurkowate grzebienie mitochondrialne, oraz cienkie nibynóżki: filopodia, retikulopodia lub aksopodia. Badania filogenetyczne organizmu pleśniopodobnego Guttulinopsis vulgaris wykazały jego przynależność do tego kladu (chociaż ma on odmienny wygląd grzebieni mitochondrialnych, posiada lobopodia i nie jest nawet jednokomórkowcem), czyniąc go pierwszym poznanym organizmem wielokomórkowym tej grupy.
Posiadają wszystkie struktury charakterystyczne bądź dla każdej komórki, bądź dla komórek eukariotycznych; na ogół posiadają również aparat Golgiego, wakuole, mitochondria (z jednym znanym wyjątkiem), pseudopodia (z wyjątkami) a czasami również: chloroplasty, endosymbionty, ścianę komórkową lub jakąś formę szkieletu. Najmniejszym znanym gatunkiem jest osiągający wielkość 1,4 µm Minorisa minuta, a największym – osiągający wielkość 20 cm Syringammina fragilissima, będący również największym znanym organizmem jednokomórkowym (choć wielojądrowym). Bardziej szczegółowe informacje dla pięciu grup Rhizaria zawiera poniższa tabela:
.
| Grupa    | Grupa         | Organella komórkowe | Pozostałe struktury | Rozmiar | Przykładowa ilustracja/zdjęcie |
| -------- | ------------- | --- | --- | --- | ------------------------------ |
| Cercozoa | Endomyxa      | Są jednokomórkowcami; niektóre z nich mogą tworzyć na drodze fuzji wielojądrowe plazmodia; posiadają mitochondria; nie posiadają chloroplastów. | Najczęściej posiadają retikulopodia, rzadziej – filopodia; mogą posiadać skorupki; rzadko posiadają wici, nie posiadają ancestralnych pęcherzyków ani ich pozostałości. Dwie pierwsze cechy są bardziej kojarzone z Retaria niż z Cercozoa, co – w połączeniu z wynikami niektórych badań filogenetycznych – prowadziło do (prawdopodobnie niesłusznego) klasyfikowania Endomyxa jako części Retaria. | ok. 2 µm–3 cm | Gromia brunneri                |
| Cercozoa | Filosa        | Są w zdecydowanej większości przypadków jednokomórkowcami (choć istnieją formy wielokomórkowe); posiadają (prócz jednego znanego gatunku) mitochondria; mogą posiadać nukleomorf, chloroplasty (chlorarachniophyta, Paulinella) lub endosymbionty. Nie posiadają centrosomów. | Zwykle posiadają pseudopodia (najczęściej filopodia, rzadziej – retikulopodia, aksopodia lub lobopodia); mogą posiadać ścianę komórkową, struktury szkieletopodobne lub skorupki. Posiadają na ogół wić, czasami proste w budowie włoski, choć są całkowicie pozbawione ancestralnych pęcherzyków. Specyficzną grupą Filosa są Phaeodaria, które (nie wszystkie) wykształciły promienistą symetrię, regularny szkielet z wystającymi odnogami, centralną kapsułę i gigantyczny (jak na komórkę) rozmiar – wszystko niehomologicznie do należących do Retaria promienic, do których są łudząco podobne. | 1,4 µm–3 cm | Placocysta jurassica           |
| Retaria  | Foraminifera  | Są organizmami jednokomórkowymi; posiadają jedno lub wiele jąder, zazwyczaj o kształcie kulistym, otoczonych membranami; posiadają mitochondria; nie posiadają chloroplastów, choć wiele z nich posiada endosymbiotyczne glony.                                               | Posiadają granuloretikulopodia (retikulopodia o ziarnistej fakturze widocznej pod mikroskopem) będące synapomorfią; zdecydowana większość gatunków posiada skorupki (organiczne, powstałe wskutek aglutynacji lub złożone z węglanu wapnia bądź krzemionki) możliwie złożone z kilku komór połączonych otworami (stąd nazwa taksonu – otwornice); wewnątrz tej skorupy znajduje się endoplazma zawierająca organella i ewentualne endosymbionty, a na zewnątrz – ektoplazma; nie posiadają wici (poza gametami) ani ancestralnych pęcherzyków. | W porównaniu z innymi Rhizaria (zwłaszcza Cercozoa) osiągają bardzo duże rozmiary (choć rozpiętość jest wielka) – od mniej niż 32 µm do aż 20 cm (średnio około 100 µm). | Ammonia beccarii               |
| Retaria  | Radiozoa      | Są organizmami jednokomórkowymi; posiadają jedno lub wiele jąder oraz mitochondria; nie posiadają chloroplastów, choć wiele z nich posiada endosymbiotyczne glony | Posiadają na ogół aksopodia; ich endoplazma zawierająca jądro, mitochondria, aparaty Golgiego, wakuole, kropelki lipidów i rezerwy składników odżywczych jest zamknięta w otoczoną membraną kapsułę (pozostałość ancestralnych pęcherzyków), która oddziela ją od ektoplazmy zawierającej mniejszą część mitochondriów, wakuole służące do fagocytozy, charakterystyczne pęcherzyki służące regulowaniu głębokości oraz endosymbiotyczne glony; ze ściany tej wyrastają aksopodia; większość Radiozoa posiada również szkielet utworzony z krzemionki lub siarczanu strontu; ich nazwa (również polska – promienice) pochodzi od promienistej symetrii tworzonej przez wystające elementy szkieletu; nie posiadają wici. | 30 µm–0,2 cm | Cleveiplegma boreale           |
| Retaria  | Sticholonchia | Są organizmami jednokomórkowymi; posiadają jedno jądro oraz mitochondria; nie posiadają chloroplastów. | Posiadają długie, wiosłowate aksopodia, wewnątrz których znajdują się pojedyncze, złożone z dwutlenku krzemu „kości” – ich szkielet nie jest zespojony jak u promienic, dzięki czemu są w stanie swobodnie poruszać jego elementami; w przeciwieństwie do Radiozoa, nie posiadają kapsuły, która otaczałaby endoplazmę, ale ich jądro otoczone jest ścianą, z której to aksopodia wyrastają; nie posiadają też wici. | 50 µm (bez wliczania osiągających długość ok. 150 µm nibynóżek) | Sticholonche ventricosa        |

## Tryb życia i ekologia

### Odżywianie

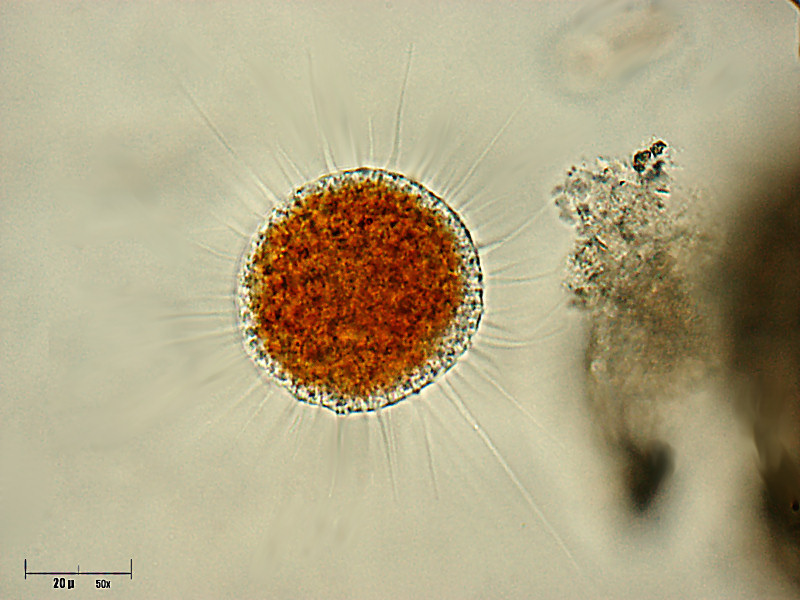
Vampyrella laterita (na zdjęciu) i inne Vampyrellida mają specyficzny sposób odżywiania się – wysysają wnętrze ofiary po uprzednim przebiciu jej błony komórkowej.

Większość Rhizaria to gatunki heterotroficzne odżywiające się poprzez fagocytozę bądź miksotroficzne – dodatkowo korzystające z fotosyntezy. Cercozoa okazują się być ważnymi bakteriożercami (polują też na glony, grzyby i protisty) obecnymi m.in. w glebie; niektóre z nich posiadają chloroplasty lub endosymbionty jako dodatkowe lub jedyne źródło energii, i bywają nazywane glonami; niektóre z nich (należące do Endomyxa) są pasożytami – głównie roślin (m.in. kapusty i ziemniaka), heterokontów (m.in okrzemek i brunatnic) oraz zwierząt (m.in. ostrygów i małży).
Podobna sytuacja dotyczy Retaria, jednakże symbioza z glonami występuje u nich częściej (przy czym nie musi być to koniecznie endosymbioza) i odżywiają się one w nieco inny sposób: podczas gdy Cercozoa zazwyczaj „szybują” wśród ziarenek piasku przy pomocy wici i rzęsek, łapiąc i więżąc bakterie długimi filopodiami po to, by pozyskać z nich składniki odżywcze pokarmowymi wodniczkami, Retaria są na ogół bardziej bierne jako bezwiciowce bądź poruszane przez prąd wody, bądź leżące na dnie morskim, przy pomocy pseudopodiów łapiąc i wstępnie trawiąc przepływające bakterie lub – dużo częściej niż w przypadku Cercozoa – inne protisty; nibynóżki umożliwiają im też wydalanie. Wyjątek od tej reguły stanowi Sticholonche, który zwinnie porusza się, aktywnie wiosłując swoimi długimi nibynóżkami.

### Rozmnażanie
Rozmnażanie przebiega różnie w różnych grupach. Cercozoa rozmnażają się zazwyczaj bezpłciowo; mogą przy tym tworzyć plazmodia, co jest powszechne u pasożytów: na przykład u Phytomyxea znajdujące się w ziemi zarodniki zarażają korzenie roślin, powiększają się, tworząc plazmodium, które następnie wypuszcza kolejne pływki, które na drodze fuzji tworzą drugie plazmodium, które następnie wypuszcza zarodniki do ziemi – cykl się zamyka; znane są również przypadki rozmnażania płciowego (m.in. u Gromia i Chlorarachnion).
U Retaria rozmnażanie płciowe również zostało zaobserwowane; w ramach podtypu Foraminifera reprodukcja następuje zazwyczaj w sposób łączony: pierwsze (nieparzyste), diploidalne pokolenie – nazywane ze względu na niewielki rozmiar środkowej komory „mikrosferycznym”– rozmnaża się bezpłciowo (poprzez mitozę), dając początek drugiemu (parzystemu), haploidalnemu pokoleniu – nazywanemu ze względu na większy rozmiar środkowej komory „megalosferycznym”– rozmnażającemu się płciowo, dając początek trzeciemu (znowóż nieparzystemu), diploidalnemu pokoleniu – cykl się zamyka; osobniki należące do podtypu Radiozoa rozmnażają się na ogół bezpłciowo, choć możliwość istnienia u nich rozmnażania płciowego – domniemana na podstawie niepewnych obserwacji – nie jest wykluczona.

### Rola w ekosystemie
Niewiele wiadomo o skali oddziaływań, jakie wywiera Rhizaria jako całość na przyrodę, ale badania molekularne wskazują na to, że jest ona znacznie większa, niż kiedyś myślano. Cercozoa są istotne dla środowiska gleb, gdzie stanowią często największy odsetek biomasy, jeżeli chodzi o protisty; niemało istotne są również w środowisku mórz i oceanów, gdzie sami przedstawiciele gatunku Minorisa minuta stanowią aż 5% wszystkich heterotroficznych wiciowców, co świadczy o ich wpływie na światową liczebność bakterii w oceanach, a co za tym idzie – na obieg węgla w przyrodzie; podobnie jest z Retaria, które zarówno w wodzie, jak i w glebie odgrywają ważną rolę jako konsumenci mikroorganizmów.
Pasożytnicze Phytomyxea występują na całym świecie i mają znaczący wpływ na sieć pokarmową: zarodniki przenoszone przez wiatry lub prądy morskie zawierają wiele substancji wysokoenergetycznych, więc odgrywają rolę przenośnika energii; pasożyty te mogą też przyczynić się do zmiany składu chemicznego żywiciela (rośliny), a co za tym idzie – zmian w łańcuchu pokarmowym (np. korzeń z kiłą szybko kolonizują bakterie i grzyby); Ascetosporea również są ważnymi pasożytami.
Jako jedyne z eukariontów, otwornice mają zdolność przeprowadzania denitryfikacji; są również w stanie wchłaniać znajdujący się w wodzie dwutlenek węgla i przetrzymywać go przez dłuższy okres. Zbudowane z węglanu wapnia skorupki otwornic mają znaczący wpływ na obieg węgla w przyrodzie; zbudowane z dwutlenku krzemu szkielety promienic mają znaczący wpływ na obieg krzemu w przyrodzie.

## Znaczenie dla człowieka

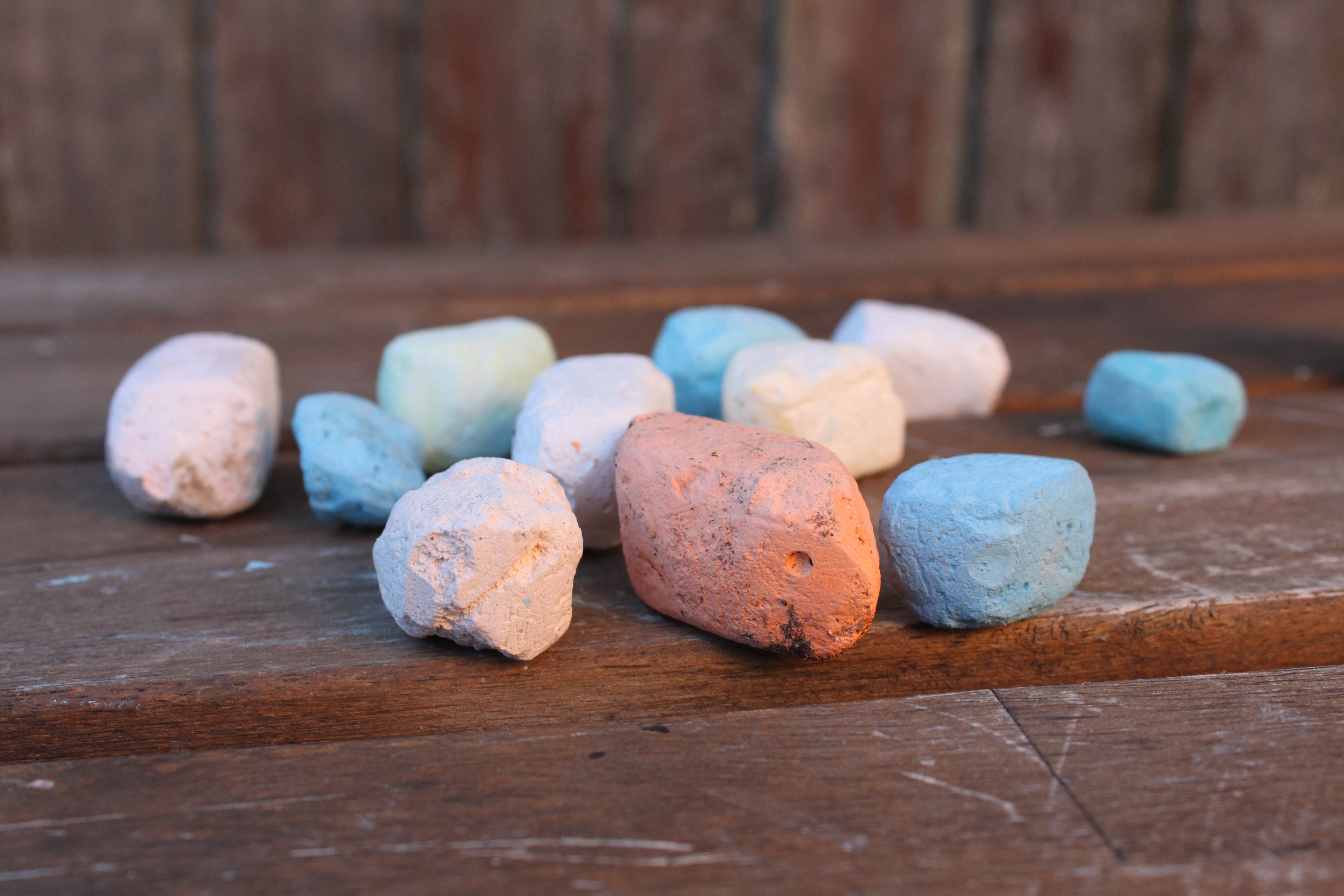
W dzisiejszych czasach kreda szkolna produkowana jest najczęściej sztucznie.

Rhizaria są stosunkowo mało istotne z punktu widzenia człowieka, a ich relacja z nim – słabo poznana. Nie są znane wśród nich żadne patogeny występujące u ludzi, aczkolwiek niektóre Phytomyxea mogą być uciążliwymi pasożytami upraw, w szczególności kapusty (u której gatunek Plasmodiophora brassicae wywołuje kiłę) i ziemniaka (u którego gatunek Spongospora subterranea jest przyczyną parchu prószystego), z kolei pasożyty należące do Ascetosporea potrafią atakować bezkręgowce należące do owoców morza, co może być – dla akwakultury – dewastacyjne w skutkach.
Foraminifera mają zastosowanie w stratygrafii – jako że posiadają one twarde skorupki, ich skamieniałości są licznie odnajdywane w skałach pochodzących od kambru wzwyż, a różnorakie ich kształty i skład chemiczny pozwalają na określenie wieku znaleziska, głębokości prehistorycznych mórz i oceanów, pradawnych zmian klimatycznych, a także pomagają w odnajdowaniu złóż ropy naftowej; podobne zastosowania dotyczą także pokrewnych Radiozoa, których współczesna bioróżnorodność na obszarze Arktyki pomaga również w badaniach nad trwającymi zmianami klimatu. Otwornice mają też znaczenie gospodarcze jako jedne z głównych grup organizmów, których skamieniałości tworzą kredę.
Skamieniałości otwornic z rodzaju Nummulites są bardzo powszechne w egipskich wapieniach, których używano m.in. do budowy piramid. Ich średnica – nawet 4 cm – umożliwiała użycie ich jako monet (dowody na takie ich zastosowanie odnaleziono na terenie dzisiejszej Francji; mogły być używane jako monety również w starożytnym Egipcie); również w folklorze niektórych regionów świata wiązane są z pieniędzmi.